# Маковець Оксана Йосипівна

Оксана Йосипівна Маковець (народилася 28 квітня 1959, село Карпатське Турківського району Львівської області) — поетеса, член Національної Спілки письменників України. З 1996 мешкає в США.

## Життєпис
Народилася в родині службовців — Ганни Федорівни та Йосипа Йосиповича Бурковських. Батьки на той час працювали в селі Карпатському; тато був учителем математики, а мама — фельдшером.
До школи пішла в татовому родовому селі Верхнє Висоцьке, куди згодом переїхали батьки, де завершила десятирічку.
Працювала, потім вчилась у Торгово-економічному технікумі, після закінчення якого працювала за вже набутою спеціальністю і стала студенткою Київської сільськогосподарської академії, де здобула вищу інженерно-педагогічну освіту. Одружилась, однак невдовзі 29-річний чоловік Валентин Булах трагічно загинув, залишилась з трирічним сином сама, без підтримки родичів покійного чоловіка.
Потім — був «Чорнобиль», батьки взялись допомогти доглядати й ростити сина подалі від радіації. Друзі запропонували залишитись працювати в Академії, де й залишилась на посаді інженера відділу охорони праці, аж до переїзду в США (1996), зовсім незапланованого й випадкового.
В США займається літературною творчістю, яку підтримує чоловік — Юрій Маковець.
Нині проживає у невеликому власному домі у Вірджинії, в місті Сіфорд, яке належить до історичного Йорктавну. Цю місцевість досить детально змалювала письменниця Марґарет Мітчелл, класик американської і світової літератури, в своїм романі «Завіяні вітром».
Часто відвідує Україну.

### Творість
За роки перебування у США написала й видала шість збірок поезії й прози, одну збірку пісень.
З липня 2007 з рекомендації письменника Романа Кухара, взяла на себе добровільні обов'язки редактора літературного журналу «Верховина».
Особисту творчість популяризує не тільки книжками, але й через інтернет і посередництвом журналу «Бористен» в Україні, а також завдяки підтримці письменників і журналістів: Еліни Заржицької, Фіделя Сухоноса з міста Дніпропетровськ, знаної режисерки — Жанни Іванівни Бебешко, поетів — Станіслава О. Шевченка й Анатолія С. Камінчука, з Києва, землячки-етнографа Віри Олексіївни Бончук, з міста Турка, на Львівщині, де вже двічі її книги стали переможцями літературно-етнографічного міжнародного конкурсу імені славного етнографа Мирона Утриска.
Вірші Оксани Маковець увійшли до збірки «Материнська молитва. Українки — героям Майдану» // «Наш Формат», Київ, 2014
Належить до Наукового Товариства ім. Т. Г. Шевченка в Америці, до ПЕН Центру, де мої твори поміщено в «Антології ПЕН» за 2010 р. В травні 2012 року, в Києві, її прийняли в ряди Національної Спілки письменників України.

### Родина
Чоловік — українець, хоч виріс і здобув освіту в Америці. Він — колишній військовий, а тепер — Президент компанії «Мікроботикс», працює в галузі електроніки й новітніх технологій. Має двох дорослих дітей, Тетяну й Михайла, які живуть вже своїми сім'ями, окремо.
Син Віталій живе в Х'юстоні, в штаті Техас. На Флориді мешкають сестра і мама чоловіка, а в Нью-Джерсі — наймолодша сестра Любов зі своєю сім'єю, брат і мама.
В Україні проживають сестра Галина з родиною.